# Heist-Movie
Heist-Movie, auch Heist-Film (von englisch heist [haɪst], „Raubüberfall“), ist ein Filmgenre, das zur Gruppe der Thriller gehört. Diese Filme zeigen Planung, Vorbereitung und Durchführung eines meist spektakulären Raubes aus dem Blickwinkel der Täter, die in der Regel auch Sympathieträger sind. Filme dieses Genres, als Kriminalkomödie angelegt, werden auch als Caper-Movie (von englisch caper ‚„Gaunerei“‘) bezeichnet.

## Etymologie
Der Begriff heist ist US-amerikanischer Slang und steht allgemein für Raub oder Raubüberfall. Das Wort leitet sich von to hoist ‚anheben‘ ab, was sich womöglich in Analogie zu shoplifting („Ladendiebstahl“) erklären lässt oder auch durch die Hilfestellung beim Hinaufklettern, eine sogenannte Räuberleiter, beispielsweise in ein höher gelegenes Fenster.

## Inhalte
„heist movie: Umgangssprachlicher Ausdruck besonders des amerikanischen Englisch für Filme, in denen die pfiffige Vorbereitung und spektakuläre Durchführung bewaffneter Raubüberfälle – häufig geht es neben Geld um Goldbarren, Juwelen und Diamanten – sowie die anschließenden Auseinandersetzungen um die Verteilung der Beute im Zentrum der Handlung stehen.“

Übliche Ziele eines solchen Raubes sind Banken, Museen, Juweliere, Casinos, (Post-)Züge oder Privatpersonen mit Gegenständen von hohem finanziellem oder ideellem Wert. Typischerweise erfährt der Zuschauer in einem solchen Film früh, welches Objekt gestohlen werden soll und welche Schwierigkeiten überwunden werden müssen, wie beispielsweise komplizierte Alarmanlagen, Wachleute oder gut gesicherte Räume oder Safes. Wesentlicher Inhalt des Films sind die Darstellung der Tricks, der technischen Hilfsmittel oder des artistischen Geschicks, mit dem bzw. mit denen die Hindernisse überwunden werden sollen. Untypisch hingegen ist die Anwendung von physischer Gewalt oder gar Mord zur Erreichung des Ziels (eine Ausnahme ist An einem Freitag in Las Vegas, 1968). Rückschläge und Umplanungen sind üblich. Handelt es sich um eine Gruppe von Räubern, so kommt es auch oft zu internen Spannungen, Verrat oder wechselseitigen Erpressungen.
Obwohl die Hauptpersonen der Heist-Movies ein Verbrechen begehen, sind sie in der Regel die Sympathieträger des Films. Zwar verstoßen sie gegen das Gesetz, treten aber oft für ein gutes Ziel ein. Bei den Bestohlenen handelt es sich hingegen meist um Verbrecher, die wesentlich skrupelloser und abgebrühter sind als die Räuber.

## Beispiele
Während der amerikanische Professor für Filmgeschichte Stuart Kaminsky den Film Der große Eisenbahnraub (1903) als „den ersten großen Caper-Move“ (‘the first Big Caper film’) bezeichnete, gelten für die Kritik die Filme Asphalt-Dschungel (1950) und Die Rechnung ging nicht auf (1956), die sich erstmals deutlich von den Gangsterfilmen der 1930er Jahre unterscheiden, zumeist als Ursprünge des Heist-Movie. Die Redaktion von TV Spielfilm hingegen befand, dass Rififi von 1955 „Der düstere Ahnherr aller ‚Caper Movies‘“ sei.
1969 entstand mit Das Superhirn eine Filmkomödie im Stil eines Heist-Movies. Aus den 1980er Jahren stammt der französische Film Die Spezialisten oder die britische Komödie Ein Fisch namens Wanda. Beispiele aus neuerer Zeit sind Sneakers – Die Lautlosen oder Reservoir Dogs – Wilde Hunde (1992), Heat (1995) sowie Ocean’s Eleven und dessen Fortsetzungen von Steven Soderbergh, aber auch Ca$h aus dem Jahr 2008 mit Jean Dujardin und Jean Reno in den Hauptrollen.
Mit Kletter-Ida wurde 2002 der erste Kinderfilm im Heist-Movie-Genre umgesetzt. Mit Elementen des Genres spielt auch Christopher Nolans Inception, in dem es um den Einbruch in das Unterbewusstsein des Opfers geht.
Typische Fernsehserien für das Genre sind als aktuelle Beispiele Leverage, Haus des Geldes, Sneaky Pete, Hustle – Unehrlich währt am längsten sowie Kobra, übernehmen Sie.
Um Komödien aus dem Heist-Genre handelt es sich etwa bei Otto’s Eleven, Crazy Race 3 – Sie knacken jedes Schloss, Der Diamanten-Cop oder den Filmen um die Olsenbande.